# Свети Георги (Подгоряни)
Вижте пояснителната страница за други значения на Свети Георги.
„Свети Георги“ (на гръцки: Ιερός Ναός Αγίου Γεωργίου) е възрожденска православна църква в село Подгоряни (Подохори), Егейска Македония, Гърция, част от Елевтеруполската епархия на Вселенската патриаршия.
Каменната църква е изградена в 1847 г., като датата е изписана на южната външна стена, до страничния вход на храма. В архитектурно отношение представлява трикорабна базилика. От северната част е вкопана 1,6 m, от запад 1,2 m, от изток 1 m и от юг 0,35 m. Оградена е с каменна стена. Вътрешната височина на храма в централния купол е 10 m, а площта е 400 m2. Покривът е със скосявания от изток и запад. На западната стена по-късно е добавен притвор от тухли. Над западната част има женска църква, преправяна в 50-те години на XX век.
В интериора има ценен резбован иконостас, който заедно с резбования амвон е изработен в 30-те години на XX век – периода на икономически бум на селото, поради високото производство на ориенталски тютюни. Северният кораб е посветен на Свети Атанасий, а южният на Свети Илия. Корабите са разделени с колонада. Иконите на иконостаса са дело на Галатищката художествена школа.
На западната стена в 1882 година – изписана в средата на северната фасада – е изградена каменна камбанария с височина от 14 m и обиколка в основата 3,50 на 3,50 m.